# کارناوال سیاه و سفیدها

کارناوال سیاهان و سفید یا کارناوال د نِگِرس ئی بلانکوس (به اسپانیایی: Carnaval de Negros y Blancos) بزرگترین جشن کارناوال در نواحی جنوبی کلمبیاست که به مرکزیت شهر پاستو برگزار می‌گردد. این جشنواره از ۲ تا ۷ ژانویهٔ هر سال برگزار می‌شود و تعداد قابل توجهی از گردشگران کلمبیایی و توریست‌های خارجی را جذب می‌کند.
در ۳۰ سپتامبر سال ۲۰۰۹، این کارناوال توسط سازمان بین‌المللی یونسکو، به عنوان یک شاهکار ناملموس میراث بشری به ثبت جهانی رسید.

## مقدمات مراسم

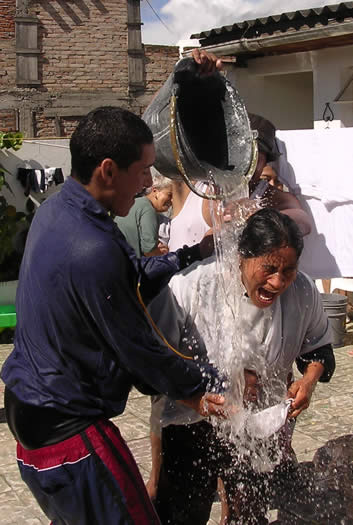
کشتار بی‌گناهان پیش از جیره‌بندی آب، به کارناوال آب معروف بود و شامل شوخی‌هایی مرتبط با آب بود.

کارناوال سیاه و سفیدها چهار مرحلهٔ اصلی دارد: کارناوالیتو (Carnavalito: به معنی کارناوال بچه‌ها), ورود خاندان کاستاندا, روز سیاه‌ها و روز سفیدها که به همراه رژهٔ بزرگ (Grand Parade: که مهم‌ترین روز جشن‌هاست) برگزار می‌شوند. با این حال، پیش از شروع رسمی کارناوال مراسم‌های محلی جست و گریخته‌ای برگزار می‌شوند ولی در دوران معاصر معمولاً روز ۷ ژانویه که روز کارناوال رماتو (Remate: به معنی پایان) است، به عنوان آخرین روز جشن‌ها شناخته می‌شود. در این روز جشن «خوکچه هندی» برگزار شده و غذاهای محلی سرو می‌شوند.

### پیش از آغاز
در کلمبیا، جشن‌ها و کارناوال‌های یک سال جاری شامل یک دورهٔ طولانی است که از ۷ دسامبر با جشن‌های مذهبی Día de las Velitas آغاز می‌شود و به‌طور سنتی با جشن نوونا (۱۶ تا ۲۴ دسامبر) و پس از آن کریسمس کاتولیک‌ها، ادامه یافته و به مراسم خاج‌شویان در ۶ ژانویه می‌رسد.
در این مقطع بسیاری از جشن‌های سکولار نیز برگزار می‌شوند که از مهمترین جشن‌ها کارناوال سیاهپوستان و سفیدپوست‌هاست که در شهر پاستو عمدتاً بین ۲۸ (کشتار بی‌گناهان) تا ۳۱ دسامبر (شب سال نو) برپا می‌باشد.

#### کشتار بی‌گناهان (۲۸ دسامبر)
در روز ۲۸ دسامبر هر سال به مناسبت کشتار بی‌گناهان مراسم شوخی و سرگرمی با ریختن آب روی هم بر پا می‌باشد؛ این مراسم احتمالاً از رسوم مردم اکوادور در کارناوال کیتو (در فوریه یا مارس) اقتباس شده. با توجه به وجود این مراسم در فصول گرم سال و دمای ۵۵° فارنهایت، این مراسم طرفداران خاص خود را دارد؛ ولی مسئولین مملکتی و سیاسیون به خاطر مشکلات ناشی از کمبود آب و جیره‌بندی آن، با برگزاری این مراسم مخالفند. در سال‌های اخیر برخی گروه‌ها به دنبال جایگزینی مراسم آب‌بازی بوده‌اند. یکی از رسوم جایگزین که سعی بر باب کردن آن می‌رود، «رنگین‌کمان آسفالت» است که مردم را دعوت به هنر و تخیل و ساختن آثار گچی روی بتن و آسفالت می‌کند.

#### مراسم سال نو (۳۱ دسامبر)

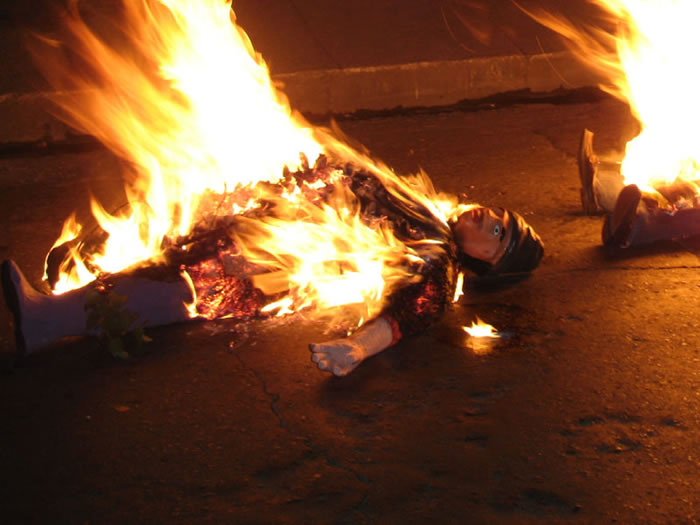
تصویری از شب سال نو در خیابان‌های پاستو.

در ۳۱ دسامبر هر سال، خیابان‌های پاستو با عروسک‌ها یا نمادهای ساخته شده از لباس‌های قدیمی، کاغذ و خاک‌اره و باروت، پر می‌شود و بهترین عروسک‌هایی که ساخته شوند، جایزه‌ای نقدی خواهند گرفت. بهترین عروسک را می‌سوزانند و تعداد زیادی از مردم وسایل کریسمس و عروسک‌ها را در خیابان به آتش می‌کشند، که حکومت محدودیت‌هایی در سال‌های اخیر برایشان وضع کرده‌است.

## مراسم برگزاری کارناوال

### ادای احترام به خدا، رژهٔ مستعمرات و روز راک (۲ ژانویه)
از سال ۲۰۰۰، ۲ ژانویه هر سال چند برنامهٔ جدید به کارناوال اضافه شده که برگزار می‌شوند:
ادای احترام به بانوی رحمت

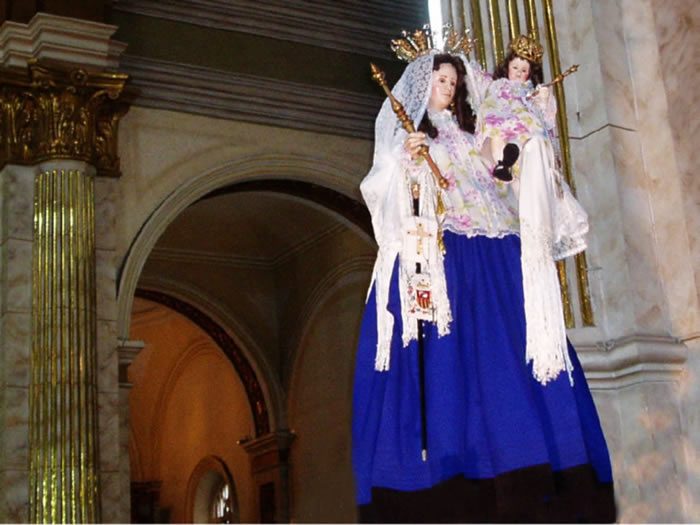
لباسی مانند باکرهٔ رحمت بر تن نیاپانگا

باکرهٔ رحمت یا «بانوی ما از محبت» نامی برای مریم مقدس است که در "La Ciudad Sorpresa" (به معنی شهر شگفت‌انگیز، نام مستعار پاستو) برای پاسداشت او مراسم نخست برگزار می‌شود. به‌طور سنتی در تاریخ ۲۴ سپتامبر این جشن گرفته می‌شود و از مریم برکت و رزق می‌طلبند.
رژهٔ مستعمرات

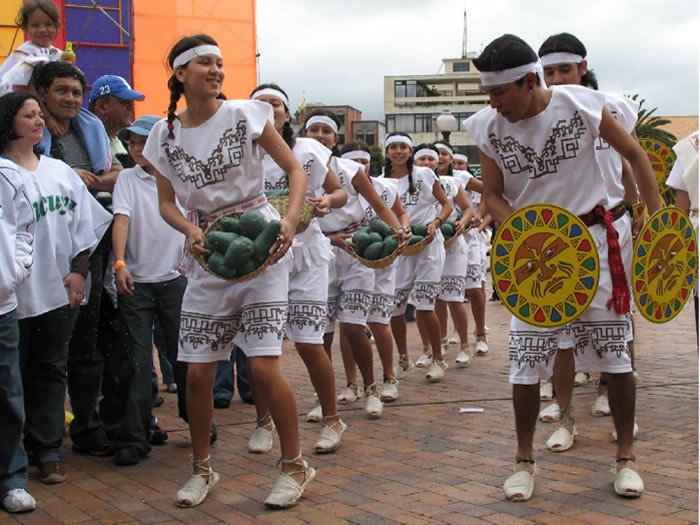
رقاصانی از بخش نارینیو

نمایندگان و ساکنان جامعه استعمار شدهٔ کلمبیا از سایر نقاط منطقه یا جاهای دیگر کشور در این روز، هر کدام با هویت خود، به مراسم می‌آیند. رژه مستعمرات، فرصتی برای نشان دادن نمادهایی است که بخشی از ویژگی‌های هر یک از نواحی را معرفی می‌کند.
پاستو-راک
Pastorock رخدادی برای توسعهٔ موسیقی آلترناتیو در جامعهٔ کلمبیاست؛ سبک‌های بلوز، راک اسپانیایی، موسیقی پاپ، فانک، اسکا و موسیقی هوی متال در این رویدادگاه نواخته می‌شوند. برخی سبک‌های ادغامی و ترکیبی نیز در این سال‌ها به وجود آمده‌اند.

### جشن کودکان (۳ ژانویه)

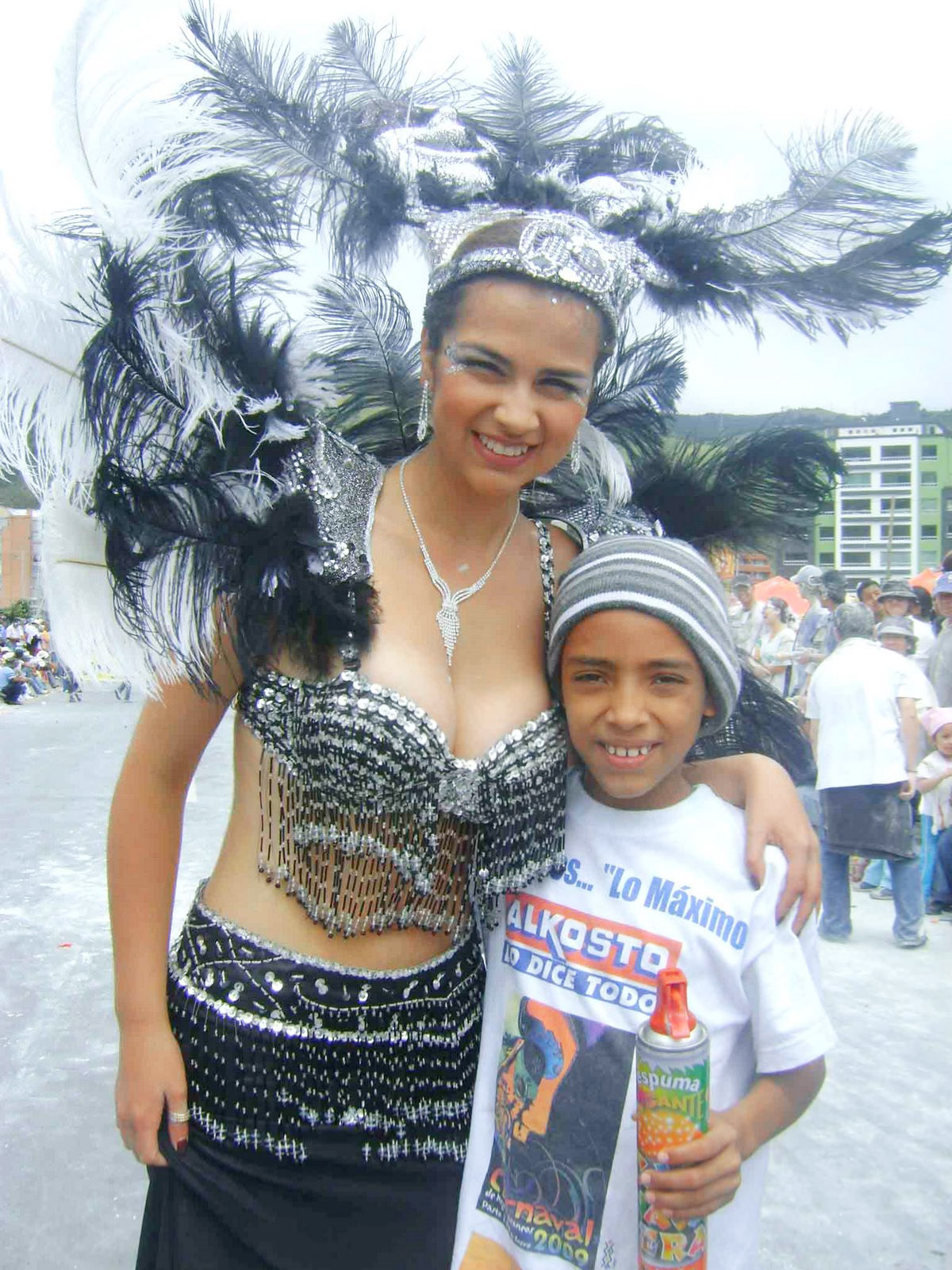
کارناوالیتو، ۳ ژانویه ۲۰۰۹.

روز سوم ژانویه روز Carnavalito یا کارناوال کودکان است. آنچه که به عنوان یک بازی برای کودکان با تقلید از بزرگترها آغاز شده‌است. در این مراسم رژه عروسی برگزار می‌شود. ادای احترام به سرزمین مادر و تاریخ آبا و اجدادی، اجرای باندهای بزرگی از موسیقیدانان و رقصنده‌ها و مسابقات رقابتی برگزار می‌شوند و تنها برندگان حق حضور در مراسم بزرگسالان را دارند. این مراسم با رقص و کنسرت بزرگ موسیقی مختص آمریکای لاتین، در ورزشگاه شهر پایان می‌یابد.

### ورود خاندان کاستانیدا (۴ ژانویه)

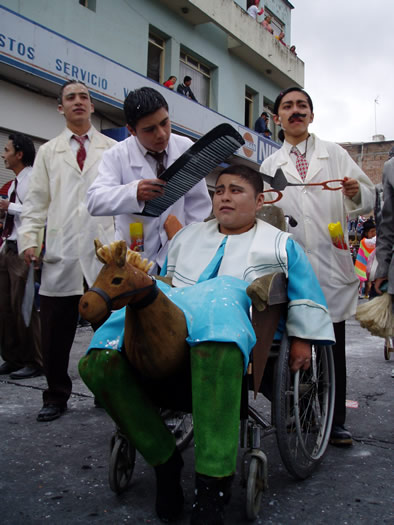
تلبیسی از سلمانی‌ها, ۴ ژانویه ۲۰۰۷.

در این روز به گرامیداشت ورود یک خانوادهٔ چند-رگه و مهاجر از شرق کشور به شهر پاستو، در سال ۱۹۲۹ میلادی، مراسمی برگزار می‌شود که همراه با رقص، آواز، پوشیدن لباس‌های نمایشی و غیره است. آرایش و پیرایش در این روزها بسیار است چنانچه در داستان آمده‌است که خانوادهٔ چند رنگهٔ کاستانیدا از لوازم آرایشی برای پنهان نگهداشتن هویت افراد خانواده استفاده می‌کردند.

### روز سیاه‌ها (۵ ژانویه)

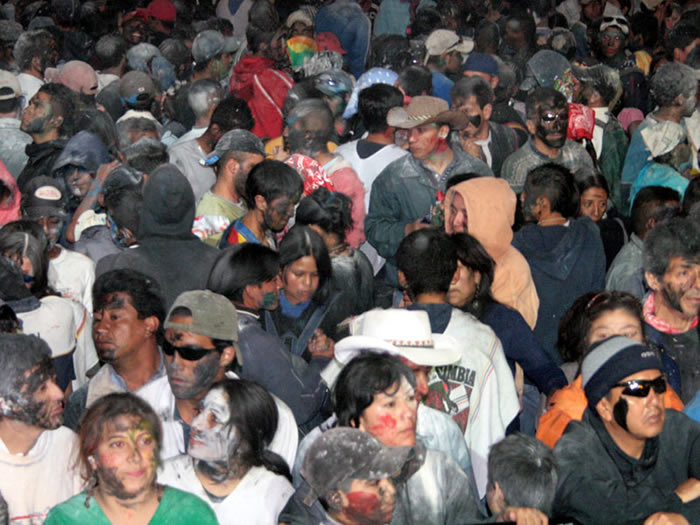
در این روز مردم با لوازم آرایشی در خیابان‌ها بازی می‌کنند.

پنجم ژانویه به روز سیاهان اختصاص داده شده‌است. این روز، روزی است که بردگان آفریقایی آزاد بودند تا از شادی و جشن لذت ببرند، مردم در خیابان‌ها بازی می‌کنند و به رقص پرداخته، صورت خود را با رنگ سیاه یا سفید نقاشی می‌کنند. شعار آن روز این است: ¡Que vivan los Negros! (هورا سیاه‌پوست!) و به‌طور سنتی، ملکهٔ کارناوال انتخاب می‌شود.
اهمیت این روز در گذشته برای مردم پاستو این بوده که شهر از خواسته‌های سرکوب شدهٔ خود بیرون می‌آمد؛ زیرا لوازم آرایشی مانند ماسک عمل می‌کردند و در عین حال همگن شدن تمام طبقات اجتماعی و گروه‌های قومی به عنوان یک خانواده بزرگ در سراسر شهر، آرمانی برای تمامی اهالی بود.
در طول روز، بسیاری از ارکسترها در پارک‌های مختلف شهر (سنت تصویب شده در دههٔ ۱۹۶۰) می‌نوازند و رسانه‌های محلی (رادیو و تلویزیون) به بازدید از کارگاه‌های مختلف صنایع دستی به منظور معرفی لوازم لازمه برای روز سفیدها می‌پردازند.

### روز سفیدها (۶ ژانویه)

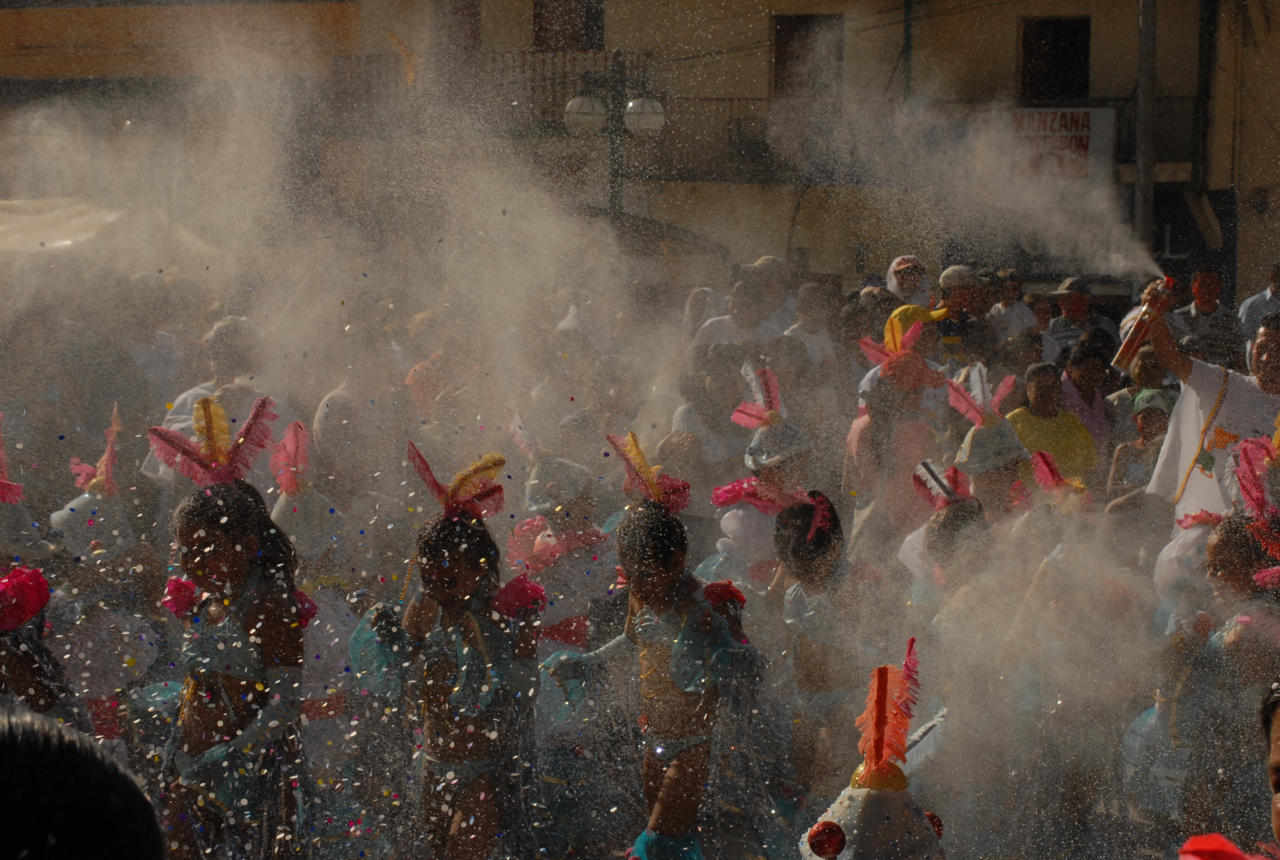
با طلق بازی سفیدها انجام می‌شود.

در ششم ژانویه مراسم خاج‌شویان جشن گرفته می‌شود؛ البته به عنوان روز سفیدها یا رژه بزرگ. در این روز کارناوال‌های بزرگ در شهر رژه می‌روند و مردم در خیابان‌ها بازی می‌کنند. در این روز تماشاچیان زیادی برای دیدن مراسم به میدان‌ها می‌روند و با عطر و مواد آرایشی خود را زینت می‌بخشند.

### رژهٔ بزرگ (۶ ژانویه)

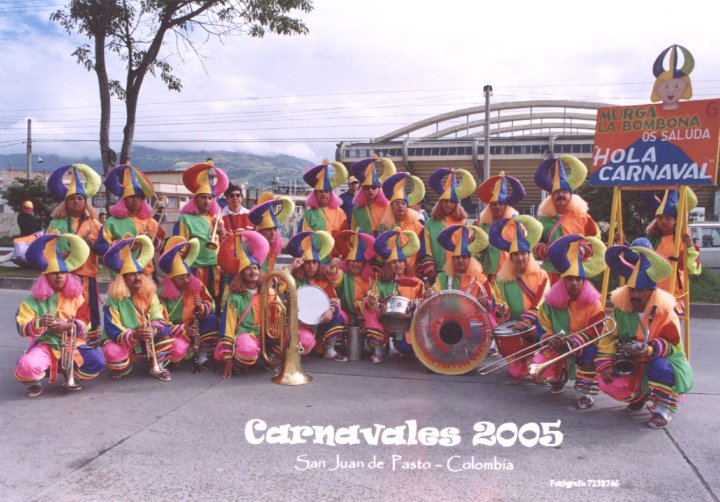
مورگا La Bomboná پیش از شروع جشن با لباس‌هایی از طلق..

- مردم در این روز لباس محلیبه تن می‌کنند
- رقابت: در خیابان‌ها افراد با لباس‌های خود و هنرمندان با رقص به رقابت می‌پردازند.
- مورگاس: گروه‌های موسیقی مختص این جشن می‌نوازند.